# Diritti di broadcasting su Internet
I diritti di broadcasting su Internet regolamentano la distribuzione di materiale online da parte di quelle emittenti televisive che, attraverso un servizio di Internet Television, offrono lo streaming parziale o totale, in diretta o in differita, del loro palinsesto telediffuso.

## Internet Television
La Internet television (nota anche come Internet Tv o Online Tv) è la distribuzione digitale di contenuti televisivi via Internet. Non deve essere confusa con la Web TV (brevi programmi o video creati da svariate compagnie o individui), o con la IPTV, uno standard per la trasmissione di contenuti audiovisivi basata sulla Suite di protocolli Internet.
Internet television è il termine generale che indica la distribuzione di contenuti televisivi attraverso una tecnologia di streaming video su Internet, tipicamente da parte di grandi emittenti.

## Diritti di Broadcasting
I diritti di broadcasting, per quanto riguarda lo streaming della Internet Television, variano di nazione in nazione, o addirittura all'interno di regioni nella stessa nazione.
Si tratta dei diritti che governano la distribuzione in rete dei contenuti coperti da copyrights e che ne permettono la fruizione da parte degli utenti.
Spesso questa fruizione è limitata territorialmente, ad esempio l'emittente britannica BBC, nell'offrire il suo servizio di streaming online BBC iPlayer, controlla l'indirizzo IP dell'utente per essere sicuro che si trovi nel Regno Unito.
La BBC infatti permette la fruizione gratis dei suoi prodotti a tutti i cittadini del Regno Unito che hanno pagato il canone che la finanzia.
Tuttavia il controllo dell'indirizzo IP non è sicuro poiché può essere aggirato da un utente che acceda al sito della BBC attraverso una VPN o un Server Proxy, elemento che contribuisce a rendere complicate le norme che governano la distribuzione su internet.
I diritti di broadcasting possono anche essere ristretti per permettere a un'emittente di rendere disponibile un contenuto solo per un certo periodo di tempo. Ad esempio il servizio online 4oD di Channel 4 può trasmettere in streaming shows creati negli USA da compagnie come la HBO solo per trenta giorni dalla messa in onda su uno dei canali del Channel 4 Group. Questo per aumentare le vendite dei DVD delle compagnie che producono quei contenuti mediali.
Alcune compagnie pagano ingenti somme di denaro per i diritti di broadcasting in particolare di Sport e sitcom e poiché la maggior parte di questi servizi è gratuita, se si esclude il costo della connessione Internet, tutto ciò è reso possibile dall'utilizzo della pubblicità: brevi spot e banner compaiono infatti prima che il video sia riproducibile.
La problematica inerente ai diritti sulla diffusione di contenuti audiovisivi è stata più volte oggetto di valutazione da parte del Parlamento Europeo, in particolar modo con la Direttiva 2007/65/CE del Parlamento Europeo e del Consiglio dell'11 dicembre 2007 (DSMA - Direttiva Servizi di Media Audiovisivi).
In Italia è possibile la fruizione online della maggior parte dei contenuti Rai, Mediaset, LA7 e di diverse emittenti minori, sia in diretta streaming che, per un certo periodo di tempo, nei giorni successivi.
Alcuni programmi sono offerti in modalità geoprotetta per tutelare i diritti di terzi; nel Diritto d'autore italiano l'autore gode del diritto di messa in commercio o in circolazione della propria opera materiale, ma è esclusa la distribuzione su internet, che fa parte dei Diritti di comunicazione al pubblico, a differenza di altre nazioni, come gli Stati Uniti d'America, che lo integrano nel diritto di distribuzione.
2007: Il ministro delle Comunicazioni Paolo Gentiloni pone sotto licenza Creative Commons una considerevole parte dell'archivio Rai, rendendolo gratuitamente consultabile e riproducibile dal sito Internet.